# Policía Nacional de Francia

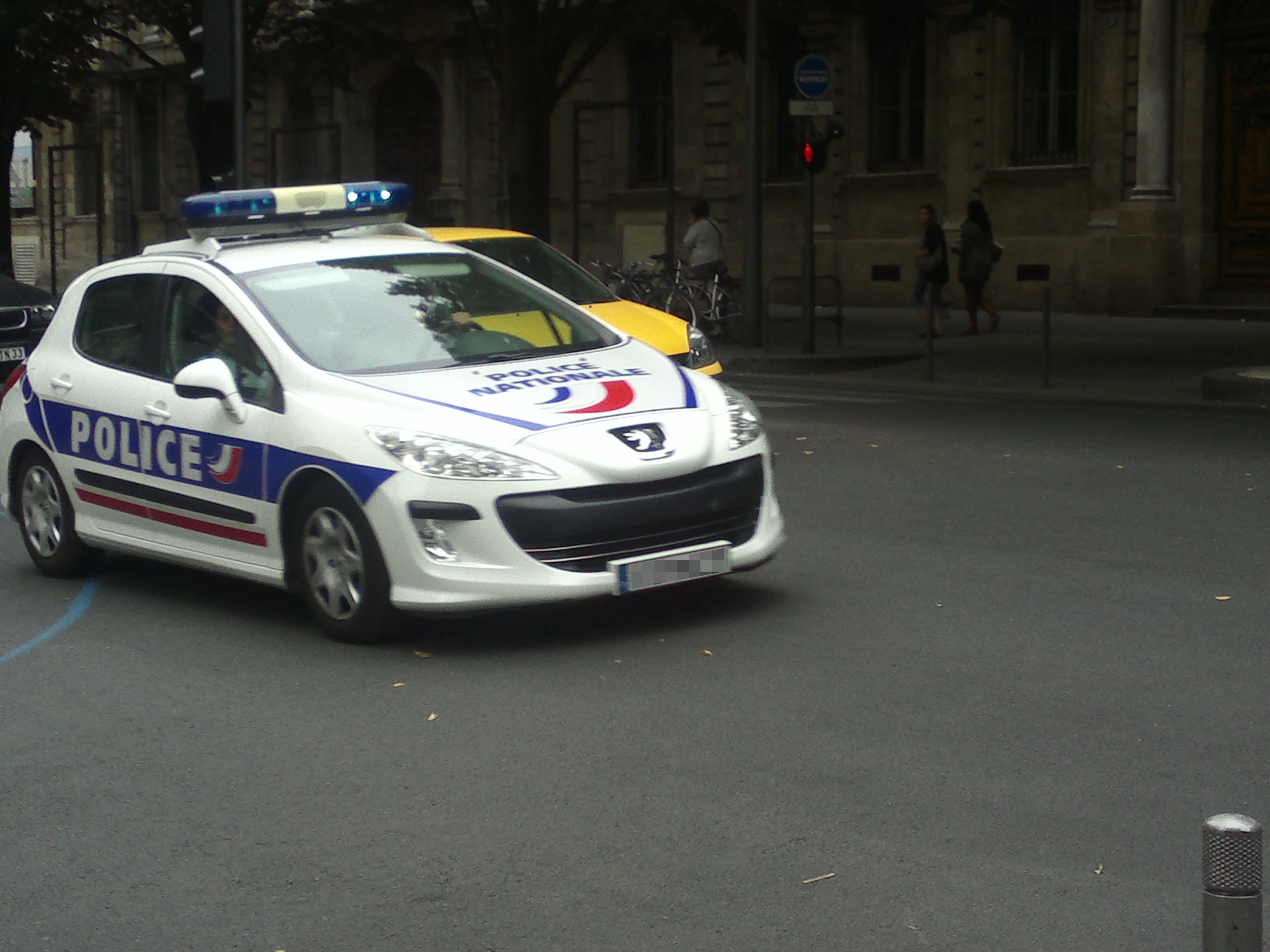
Patrulla de la Policía Nacional en servicio urgente por Burdeos.

La Policía Nacional (en francés: Police nationale), antiguamente llamada «Sûreté Nationale», es el cuerpo civil de policía nacional de la República Francesa, que tiene su jurisdicción principalmente en los grandes pueblos y ciudades. Está vinculada con el Ministerio del Interior. Los policías nacionales son funcionarios del Estado. La otra fuerza policial, la Gendarmería Nacional, cumple sus funciones en pequeños pueblos, zonas rurales, fronteras y parte de Francia.

## Fundación de la Policía Nacional francesa
La creación de este cuerpo Estatal deriva de la Declaración de los Derechos del Hombre y del Ciudadano de 1789, que forma parte de la Constitución francesa:
- «artículo 12: La garantía de los derechos humanos y del ciudadano requiere una fuerza pública: esta fuerza se instituye, pues, para la ventaja de todos, y no para la utilidad particular de aquellos a los que se confía.
- artículo 13: Para el mantenimiento de la fuerza pública y para los gastos de administración, es indispensable una contribución común: también se debe distribuir entre todos los ciudadanos, de acuerdo con sus facultades.»

## Misiones de la Policía Nacional francesa
Las misiones del policía se describen en el Código de deontología de la Policía Nacional:
- «artículo 1: La Policía Nacional contribuye, en el conjunto del territorio, a la garantía de las libertades y a la defensa de las instituciones de la República, al mantenimiento de la paz y el orden público y a la protección de las personas y bienes.
- artículo 2: La Policía Nacional cumple sus misiones de acuerdo con la Declaración de los derechos humanos y del ciudadano, la Constitución, los convenios internacionales y las leyes (2003).

...
1. artículo 8: El funcionario de la Policía Nacional está obligado, también cuando no está en servicio, a intervenir por su propia voluntad para prestar ayuda a toda persona en peligro, para prevenir o reprimir todo acto de naturaleza que disturbe el orden público y proteger al individuo y la colectividad contra los ataques a las personas y a los bienes.

...
- artículo 14: [...] El funcionario de policía debe ejecutar lealmente las órdenes que le son dadas por la autoridad de mando. Él es responsable de su ejecución y de las consecuencias de su incumplimiento

...
- artículo 17: El subordinado está obligado a conformarse a las instrucciones de la autoridad, salvo en el caso donde la orden dada sea manifiestamente ilegal y de naturaleza que comprometa gravemente un interés público. Si el subordinado cree encontrarse en presencia de tal orden, tiene el deber de hacer parte de sus objeciones a la autoridad que la ha dado, indicándole expresamente el significado ilegal que conlleva la orden litigiosa.»

Para organizar la Policía Nacional, el gobierno le atribuye misiones, que son actualmente las siguientes:
- Asegurar la seguridad de las personas, los bienes y las instituciones.
- Controlar los flujos migratorios y luchar contra la inmigración ilegal.
- Combatir el crimen organizado, la gran delincuencia y la droga.
- Proteger el país contra la amenaza exterior y el terrorismo.
- Mantener el orden público.

## Historia

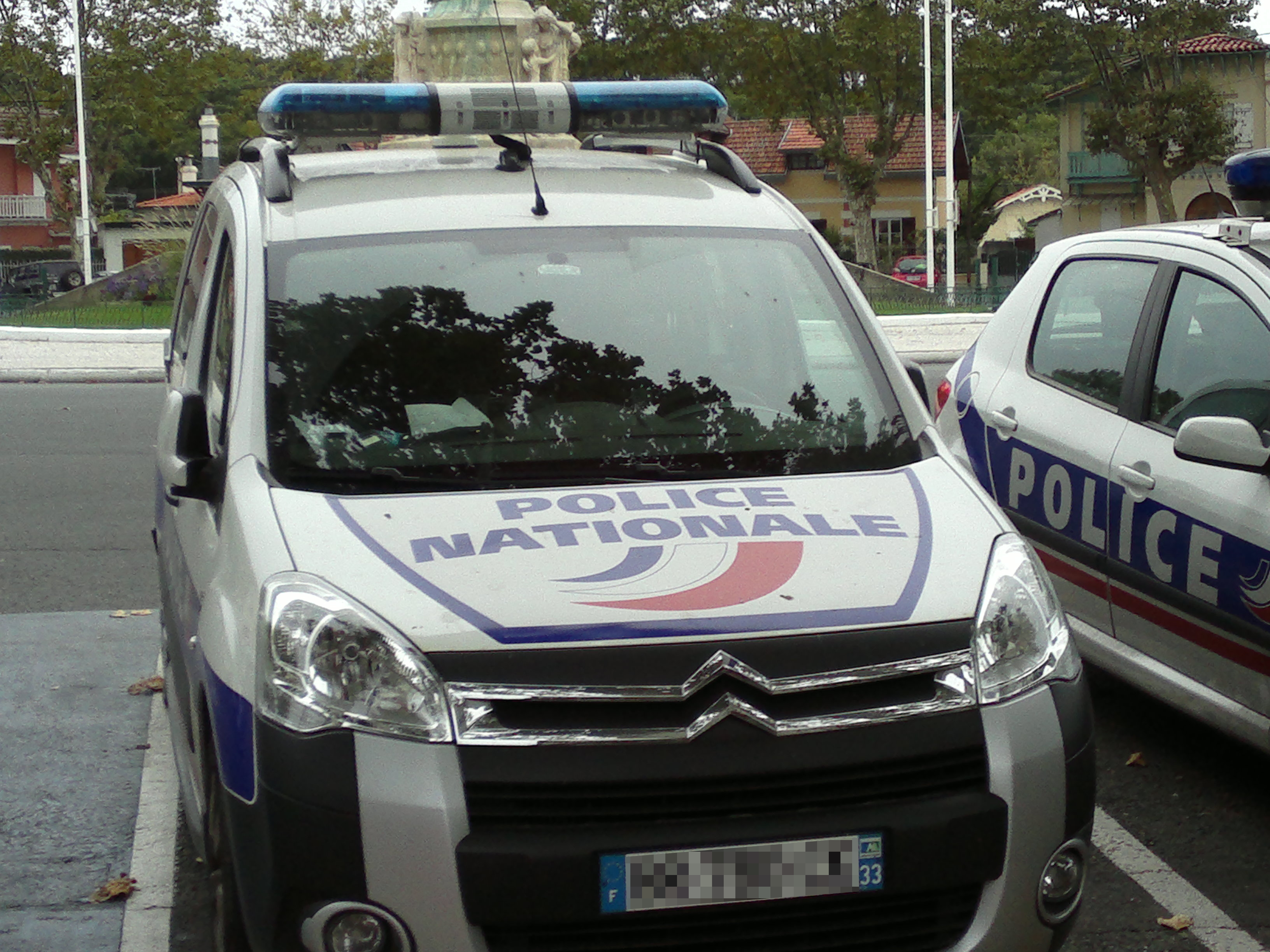
Furgón pequeño de la Policía Nacional en la comisaría de Arcachón.

La denominación «Policía Nacional» fue dada a una administración por primera vez bajo el régimen de Vichy por la ley del 23 de abril de 1941. Esa ley coloca las policías municipales bajo la autoridad de los prefectos en lugar de los alcaldes (salvo para la policía parisiense ya bajo la autoridad del Estado desde Colbert y Gabriel Nicolas de la Reynie). Las estructuras de la policía son entonces reorganizadas y sus diversas misiones claramente identificadas: policía judicial, servicios secretos generales y seguridad pública. El territorio se divide en tres escalones: la región, a cargo del prefecto de la región; el distrito (un departamento) al prefecto del departamento; y la circunscripción, al comisario.
Esa organización será conservada por la cuarta y la quinta repúblicas.
Esa administración es remplazada en 1944 por la Seguridad Nacional (Sûreté Nationale) y, finalmente, la ley del 10 de julio de 1966 crea la actual Policía Nacional incluyendo la Prefectura de Policía de París (creada por la ley del 9 de julio de 1964).
Desde la mitad del siglo XX a 1984, la Policía Nacional ha participado en la ayuda médica urgente con su componente policía de seguros, tarea ahora correspondiente por derecho a los bomberos. Sin embargo, las CRS participan siempre en los rescates en montaña y en la vigilancia de las playas.

## Organización de la Policía nacional
La policía nacional depende del Ministerio de Interior, del cual constituye una de las direcciones, la DGPN (Direction générale de la Police nationale). Existe una excepción en París, donde está gestionada por la prefectura de policía (PP) que actúa bajo la autoridad directa del Ministro de Interior.

### Los funcionarios de la policía

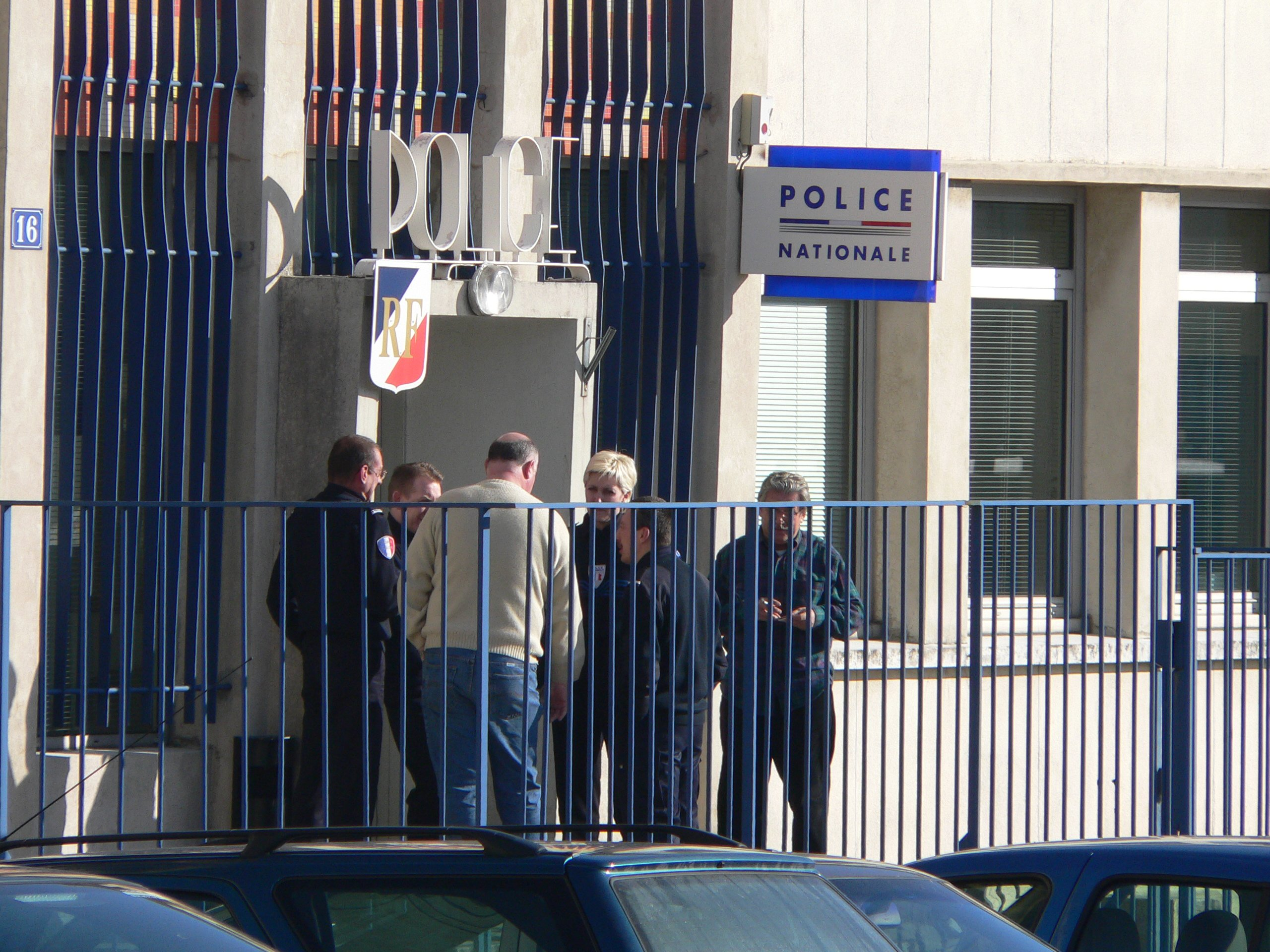
Comisaría de la Policía Nacional.

Hay cuatro tipos de funcionarios en la policía nacional:
- Activos (los comúnmente llamados "policías", unos 153 000 funcionarios)
- Administrativos (unos 12 000)
- Científicos (unos 1 100)
- Técnicos (unos 2 700)

### Estructura

#### La Dirección general de la Policía nacional (DGPN)
Frédéric Péchenard es director general desde el 23 de mayo de 2007. Sucede a Michel Gaudin.

##### Seis direcciones activas

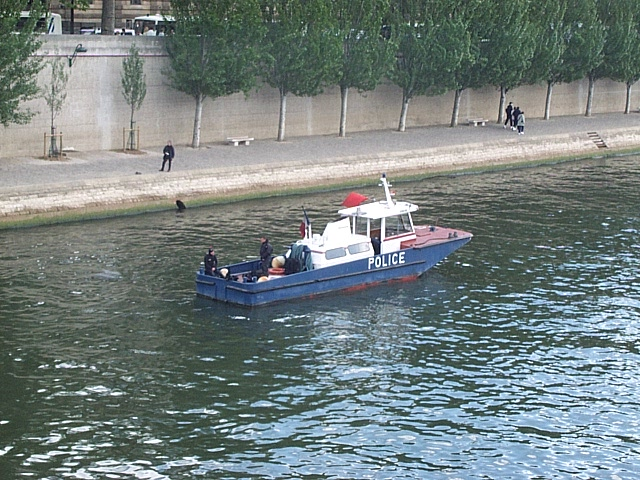
Patrulla fluvial en el Sena, París.

- La Dirección Central de la Seguridad Pública (DCSP) que emplea 72 300 funcionarios repartidos en las Direcciones Departamentales de la Seguridad Pública (DDSP)
- La Dirección central de las compañías republicanas de seguridad (DCCRS) que emplea 15 100 funcionarios.
- La Dirección central de la policía de fronteras (DCPAF) que emplea 8 400 funcionarios.
- La Dirección central de la policía judicial (DCPJ) que emplea 4 600 funcionarios.
- La Dirección de Formación de la Policía Nacional (DFPN) que emplea 3 200 funcionarios.
- La Dirección Central de Información Interior (DCRI ) que emplea 5000 funcionarios.

##### Dos servicios activos
- El Servicio de cooperación técnica internacional de policía (SCTIP)
- El Servicio de protección de altas personalidades (SPHP)

##### Dos servicios administrativos y de control
- La Dirección de administración de la policía nacional (DAPN)
- La Inspección general de la Policía nacional (IGPN)
- La Inspección general de servicios (IGS) para la Prefectura de Policía de París

##### Unidades especializadas
- La Unidad de investigación, asistencia, intervención y disuasión (RAID)
- La Unidad de coordinación de lucha antiterrorista (UCLAT)
- El Servicio de seguridad del ministerio de interior (SSMI)
- El Servicio central automóvil (SCA)
- El Servicio de información y de comunicación de la policía nacional (SICOP)
- El Servicio de vigilancia operativa de la policía nacional (SVOPN)
- La Misión de lucha antidroga (MILAD)
- La Delegación para las víctimas (DAV)
- La unidad anti criminalidad (BAC)
- la unidad de intervención de la policía nacional (GIPN )
- la unidad de investigación y de intervención (BRI )

##### Tres instituciones públicas administrativas
- La Escuela Nacional Superior de Policía (ENSP) que forma a los alumnos para comisarios de policía
- La Escuela Nacional Superior de Oficiales de Policía (ENSOP) que forma a los alumnos para oficiales (teniente) de policía
- El Instituto Nacional de Policía Científica (INPS)

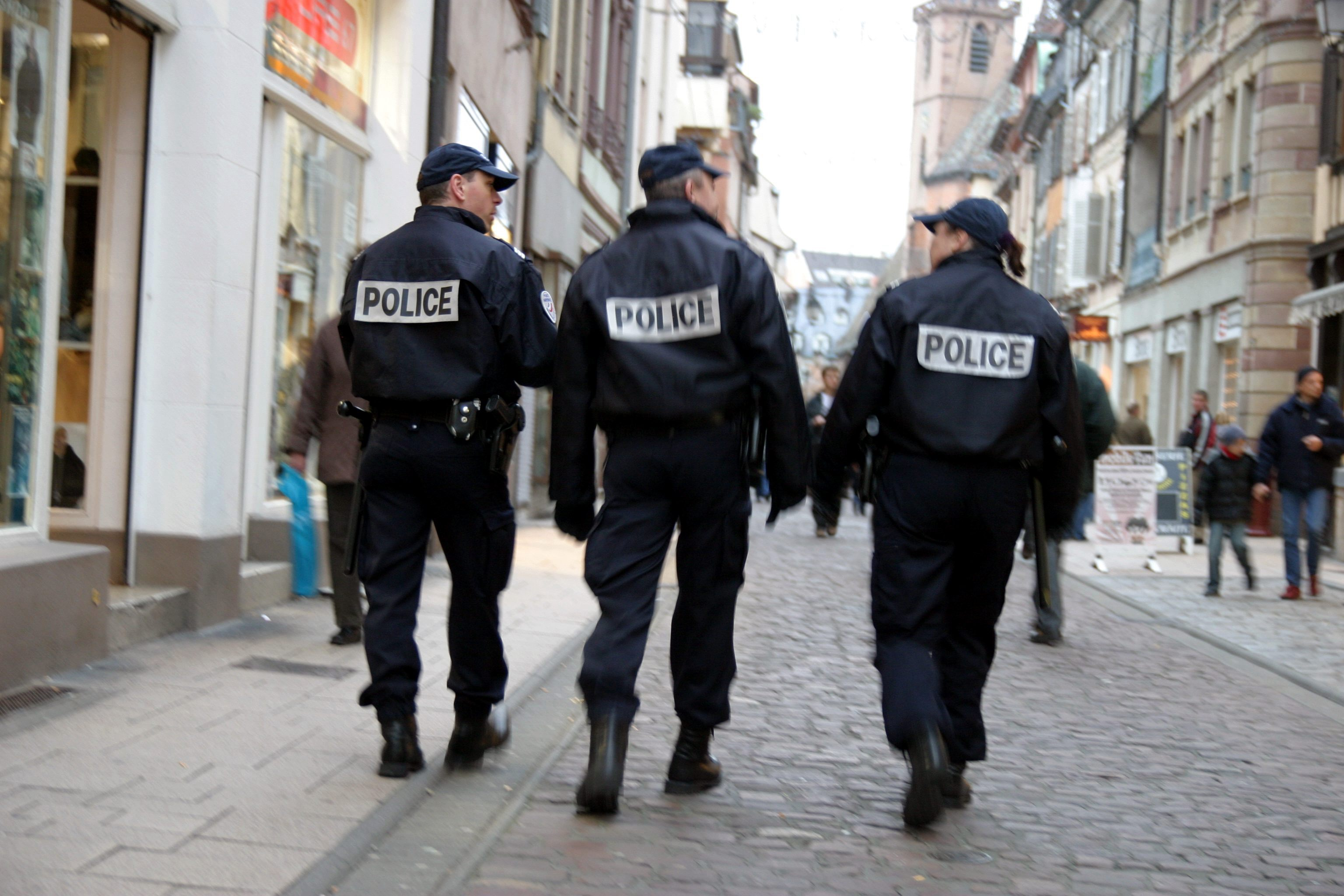
Tres policías en patrulla a pie.

La formación de los alumnos para guardias de paz, adjuntos de seguridad y cadetes de la República se efectúa en la Escuela Nacional de Policía o en el Centro de Formación de la Policía.

## Escalafón policial

### Adjuntos
- Policía Adjunto (antes Adjunto De Seguridad)

### Agentes y suboficiales
- Guardia de Paz Pasante
- Guardia de Paz
- Brigadier en Jefe
- Mayor
- Mayor de Nivel Excepcional
- Mayor “RULP” (Responsable de una Unidad Local de Policía)

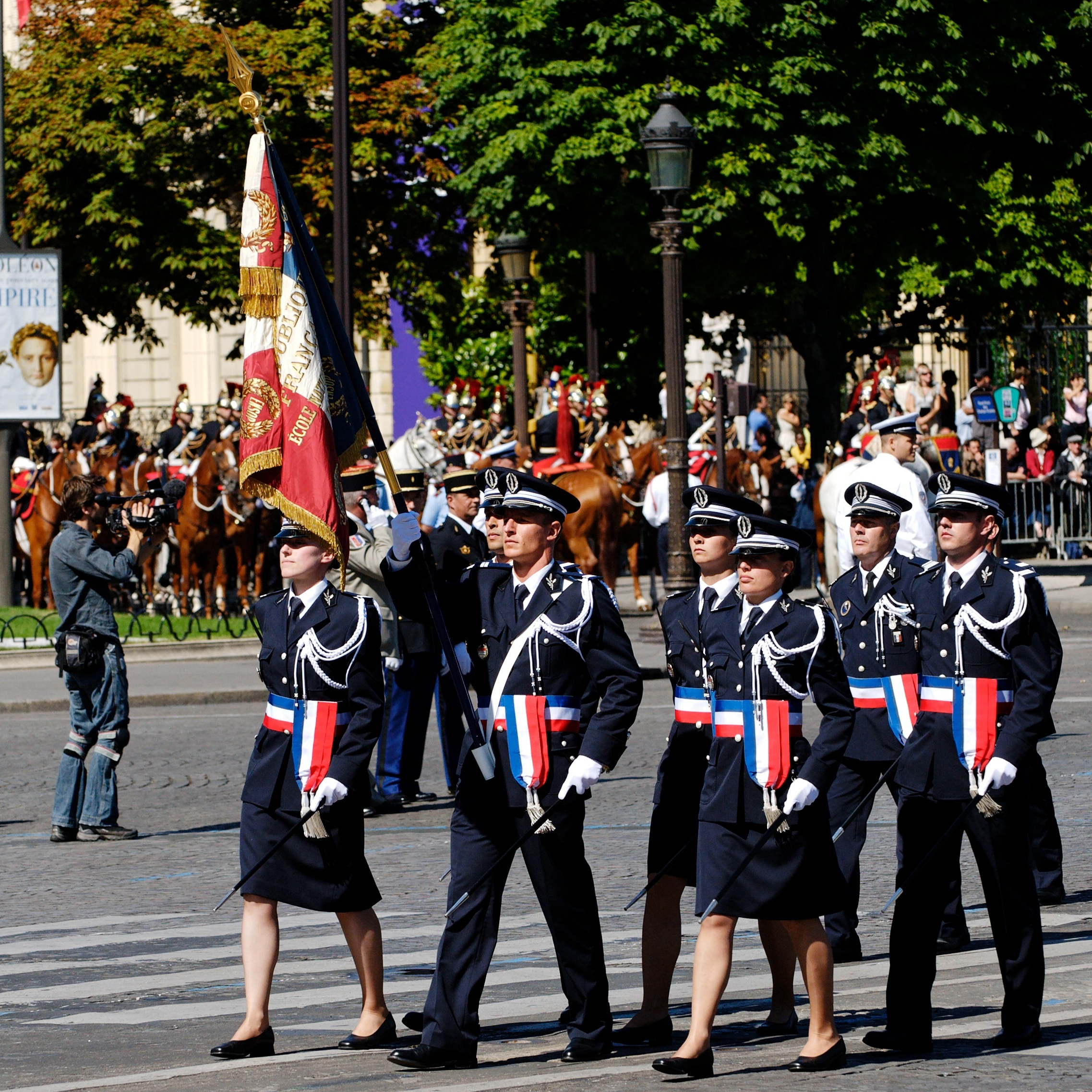
Contingente del curso para oficiales de la Escuela Superior de la Policía Nacional durante el desfile del 14 de julio.

### Oficiales
- Aspirante
- Teniente aspirante
- Teniente
- Capitán
- Comandante
- Comandante divisionario
- Comandante divisionario en funciones
- Comisario
- Comisario divisionario
- Comisario general
- Controlador general
- Inspector general
- Director de Servicios Activos de la PN
- Director general de la PN

## Equipamiento

### Armas

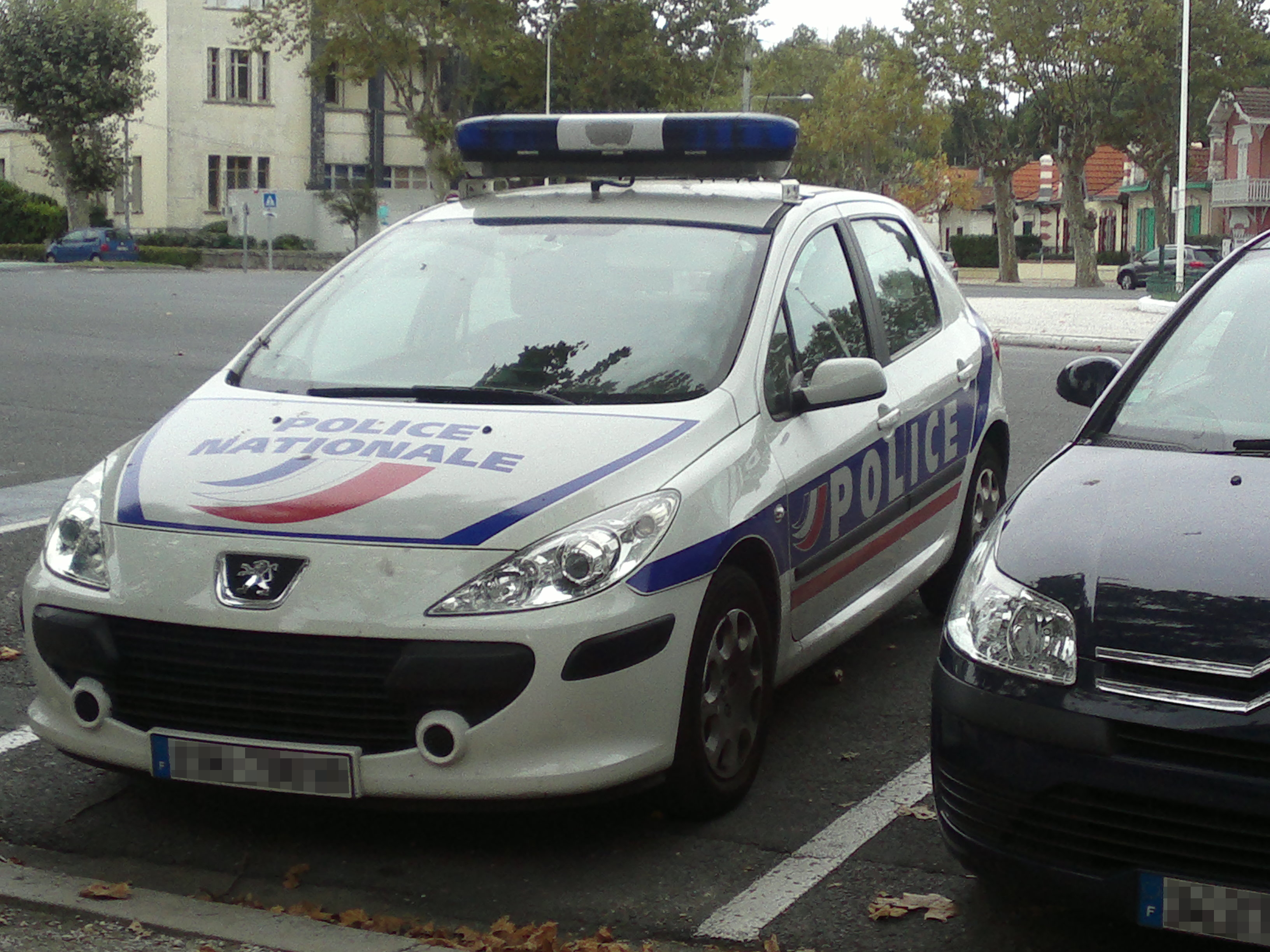
Vehículo patrulla en la comisaría de Arcachón.

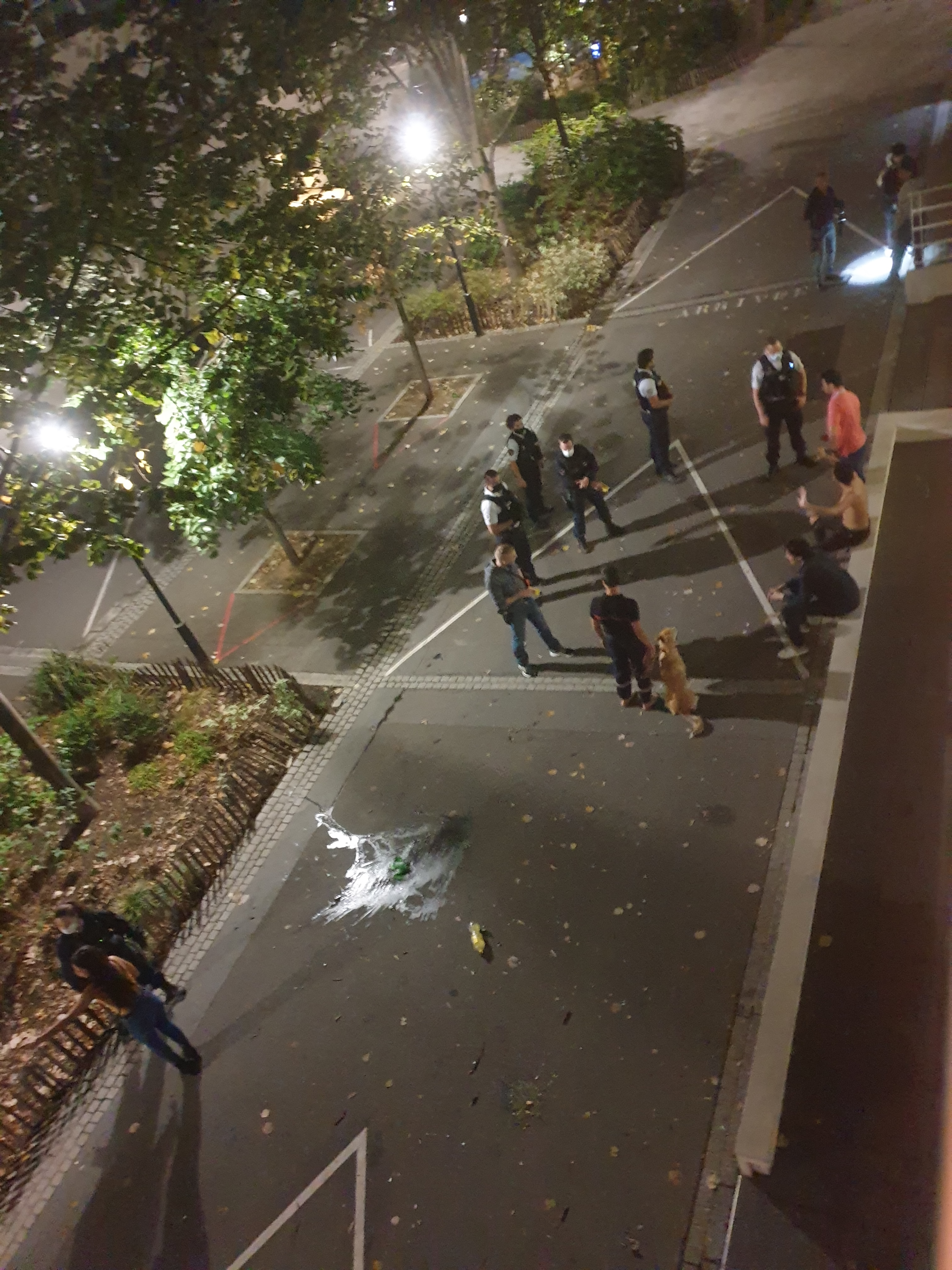
Intervención en 2020 de un equipo de policía en Courbevoie, dos policías están equipados con armas de electrochoque.

En 1935, la policía francesa utiliza una variedad de armas cortas, revólveres y dos pistolas semiautomáticas, en particular, el MAS 1873, el MAS 1892, el FN M1900, pistolas Ruby y una variedad de armas adquiridas en forma privada.
Inmediatamente después de la Segunda Guerra Mundial, se utilizó una gran variedad de armas cortas militares, a menudo eran armas provenientes de la captura de prisioneros de guerra y otras fueron provistas por el Ejército o construidas en Francia usando diseños alemanes; por ejemplo, el HSC Mauser o la Walther P38 como armas de mano y el fusil mosquetón 98k.
En 1951, la estandarización se realizó en el RR 51 en 7,65 mm, y en el MAS-38 y TMA-49 para metralletas. A partir de 1953, en el contexto de la creciente violencia de la guerra de Argelia, las unidades CRS pasaron a la Mle 9mm MAC 1950.
Desde la década de 1960, se introdujeron revólveres de grueso calibre, culminando con la introducción de la RM Manurhin 73 y la Ruger SP-101. En los años 80, se inició un proceso de normalización en los revólveres. La década de 1970 también vio la introducción de fusiles de asalto SIG (SG 543) para defenderse de la delincuencia organizada fuertemente armada y el terrorismo.
En el siglo XXI, la policía nacional empezó a cambiar su armamento por pistolas semiautomáticas y el cartucho Parabellum de 9 mm. Desde hace algunos años, el arma estándar en la versión francesa de la Policía Nacional y la Gendarmería Nacional fue la Beretta 92FS. En 2003, ambas agencias hicieron el mayor contrato de armas pequeñas desde la Segunda Guerra Mundial por alrededor de 250.000 SIG SP 2022, una variante hecha a medida de la Pro Sig. Se ha previsto que las armas permanezcan en servicio hasta el año 2022.Chope